# Kęstutis Kaunas
Kęstutis Kaunas (*  19. April 1942; † 30. April 2021) war ein litauischer Schachspieler und Schachtrainer.

## Leben
Sein Trainer war Abramas Šulmanas (1902–1977). Kęstutis Kaunas arbeitet als Schachtrainer und Pädagoge. Von 2008 bis 2011 arbeitete er als Trainer an der Sportschule „Jaunalietuvių sporto organizacija“ in Kaunas. Er arbeitete auch am „Varpo“-Gymnasium Kaunas. Dort trainierte er die Schulmannschaft, die 2009 das Olympische Festival der litauischen Schüler gewann. Zu seinen Schülern gehört unter anderem der Internationale Meister Tomas Laurušas. Kaunas war Leiter der Mannschaft „Margiris-2“ des Schachclubs „Margiris“ in Kaunas.
1998 nahm Kaunas mit dem ŠK Margiris Kaunas am European Club Cup teil. Bei der Mannschaftsmeisterschaft der sowjetischen Unionsrepubliken gehörte er 1972 und 1975 zur litauischen Auswahl.
Seit 1995 trug Kaunas den Titel eines Internationalen Meisters.